# 張也
張 也（チャン・イエ、1968年5月28日 - ）は、中華人民共和国の歌手。政府から中国国家一級演員に認定されている。現職は中国音楽学院声楽歌劇系の教員。

## 略歴
1968年5月28日、湖南省長沙市で生まれ。父張興民は長沙市歌舞劇場の専門演劇創作員、母は湖南省花鼓戲劇院の演員。
1982年6月、14歳初級中学に入学。1982年、湖南省芸術学校に入り本格的に戲曲の勉強をしました。1991年、中国音楽学院声楽系で造詣を深め、彼女をスカウトした金鉄霖に師事した。
1998年に「走進新時代」が大ヒットし人気歌手の一人となった。
2006年1月、个人独唱音楽会に出演。
2008年8月、北京オリンピック閉幕式に出演。

## 代表曲
- 祖国你好
- 家和万事興
- 請茶歌
- 化蝶
- 在希望の田野上
- 小曲好唱口难開
- 咱老百姓
- 血染の風采
- 月亮走我也走
- 父親

## ディスコグラフィ
- 秋歌
- 我愛你中国
- 走進新時代
- 吉祥頌
- 深情民歌

## 主な賞歴
1992年、中国中央人民広播電台「大自然杯」観衆喜愛の歌手第二名
1990年、1980年—1990年優秀歌手演唱回顧観衆最喜愛の歌手